# Nicolas Mathieu
Nicolas Mathieu (Epinal 1978) escriptor francès. Premi Goncourt de 2018 per la seva obra "Leurs enfants après eux”, una novela de caràcter politic. És la novel·la sobre una vall, una era i l'adolescència;un relat polític d'una joventut que ha de trobar el camí propi en un món agonitzant. Quatre estius, quatre moments, des de Smells like teen spirit al Mundial de futbol del 1998, per relatar unes vides que transcorren a tota velocitat en una França intermèdia, entre l'aïllament rural i el formigó dels polígons.

## Biografia
Nicolas Mathieu va néixer a Epinal -Vosges- França el 2 de juny de 1978. Fill d'un electro-mecànic i d'una comptable. Va estudiar historia, historia de l'art i cinema a Nancy i a Metz.
A la Universitat de Metz es va llicenciar amb una tesi sobre el cineasta Terrence Malik, sota la direcció de Jean-Marc Leveratto.

#### Vida privada
Treballa (2018) a ATMO Grand Est, associació que controla la qualitat de l'aire.
El març del 2024 algunes "revistes del cor" va publicar que Nicolas Mathieu mantenia una relació sentimental amb Carlota Casiraghi.

#### Carrera literària
La seva primera novel·la “Aux animaux la guerre” va obtenir el 2014 el premi Erckmann-Chatrian i el premi Mystere de la crítica. Aquesta obra va ser adaptada per France 3, en una serie de 6 episodis de 52 minuts de durada, realitzada per Alain Tasma i emesa el 2018.
El 2019 va publicar "Rose Royal"

## Premis
A part del Premi Goncourt ha rebut:
- Premi de la segona novela Alain Spiess – Le Central 2018
- Premi Blù Jean-Marc Roberts 2018
- Premi de La Feuille d’or de la ciudat de Nancy 2018
- Premio dels mitjans France Bleu-France 3-L’Est Républicain 2018